# گئورگ بورجالیان
گئورگ بورجالیان (ارمنی: Գևորգ Սարգսի Բուրջալյան؛ روسی: Георгий Сергеевич Бурджалов؛ ۱۴ آوریل ۱۸۶۹ – ۱۰ دسامبر ۱۹۲۴) بازیگر، کارگردان نمایش ارمنی‌تبار اهل امپراتوری روسیه بود.وی مدیریت تئاتر هنری مسکو را برعهده داشت.

## زندگی‌نامه
وی در ۱۴ آوریل ۱۸۶۹ در آستراخان به دنیا آمد . مارگاریتا ساویتسکایا همسر وی بود. وی برادر آرشاک بورجالیان بود.  وی در ۱۰ دسامبر ۱۹۲۴ در سن ۵۵ سالگی در مسکو درگذشت و در گورستان نووودویچی به خاک سپرده شد.